# 월영교

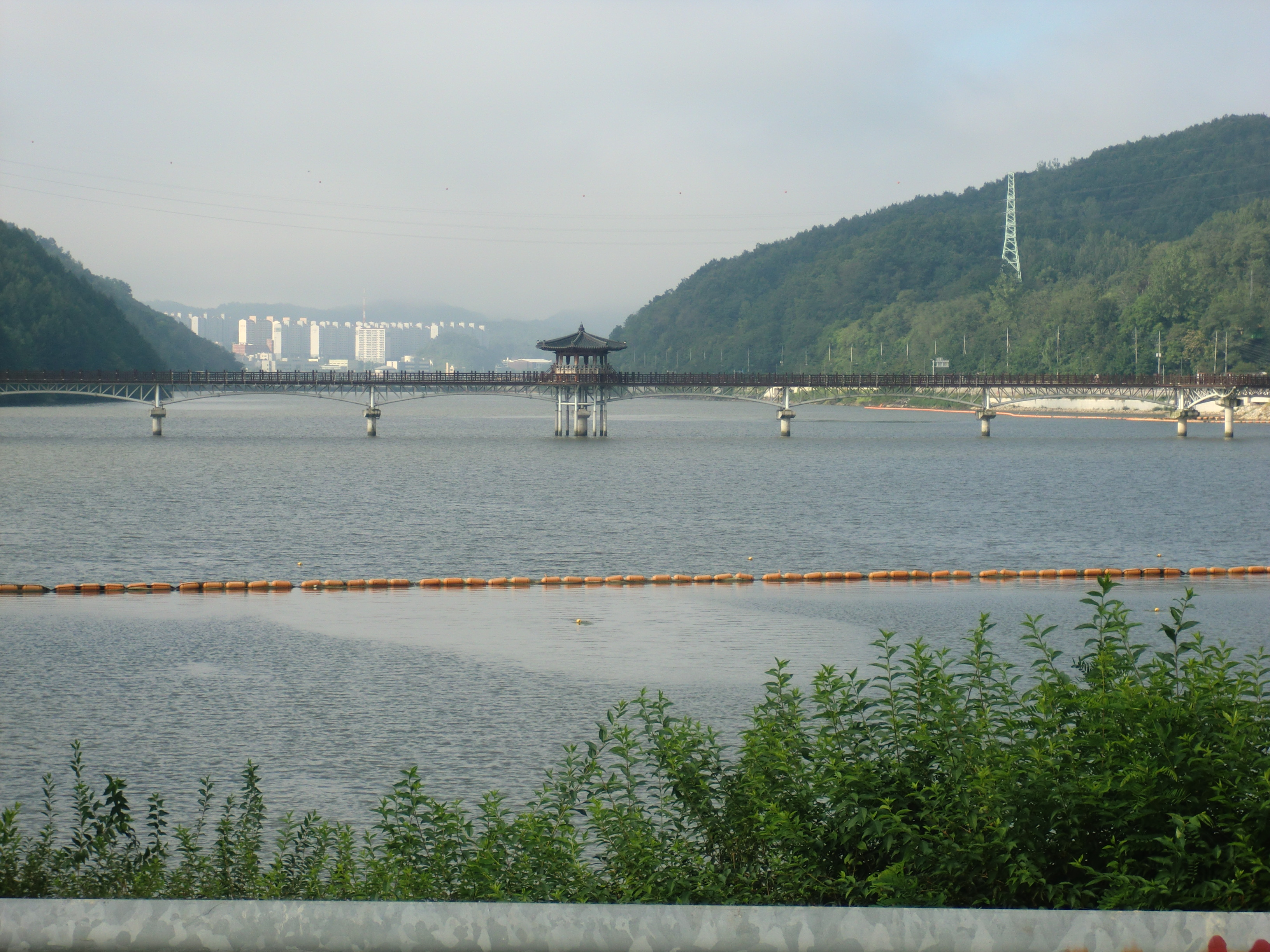
월영교

월영교(月映橋)는 경상북도 안동시 상아동에 있는 목교(木橋)이다.

## 개요
2001년 착공해 2003년 4월 25일 개통됐다. 안동댐내 월영공원과 안동민속촌을 연결하는 다리이다. 행정구역 상 상아동과 성곡동을 연결한다. 길이는 총 387m, 너비 3.6m로 차량 진입을 불가능하다. 2021년 기준 국내 최장의 목조다리다.
월영교에서 법흥교까지 2080m에 이르는 '호반나들이길'은 2013년 11월 준공된 산책로다. 산책로에는 총 8개의 전망대와 2개의 정자가 있다. 3~10월 일몰 후엔 밤 12시까지 가로등이 점등되어 야경을 보기위해 방문하는 관광객이 많다.

## 명칭
월영교는 시민의 의견을 모아 안동댐 건설로 수몰된 월영대가 이곳으로 온 인연과 월곡면, 음달골이라는 지명을 참고로 확정되었다.

## 연혁
- 2001년 10월 29일 : 착공
- 2003년 4월 19일 : 개통
- 2007년 10월 : 교량 일부 부식으로 인해 폐쇄 후 보수공사 착수
- 2009년 1월 1일 : 재개통

## 사진

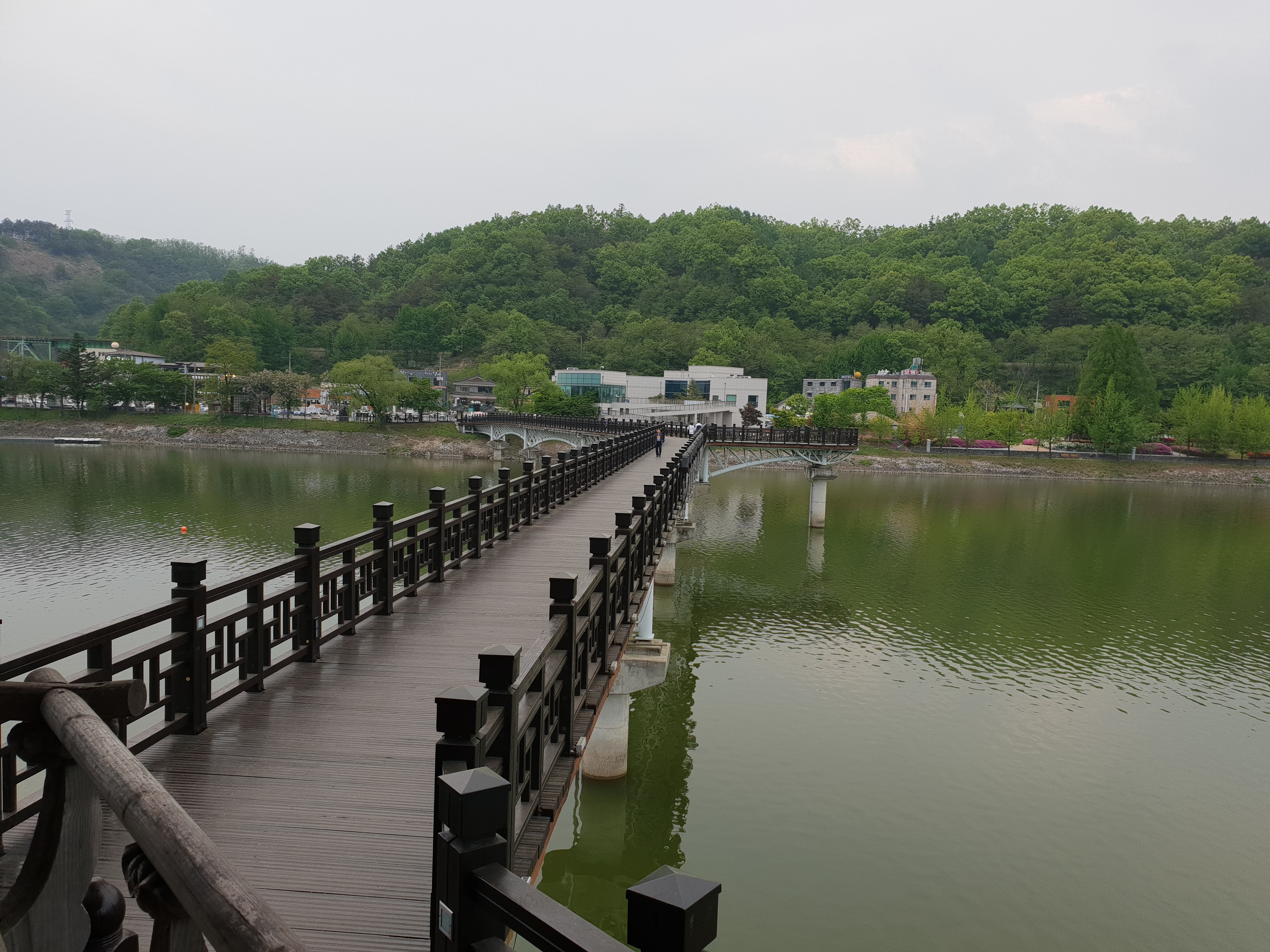
2018년 월영교
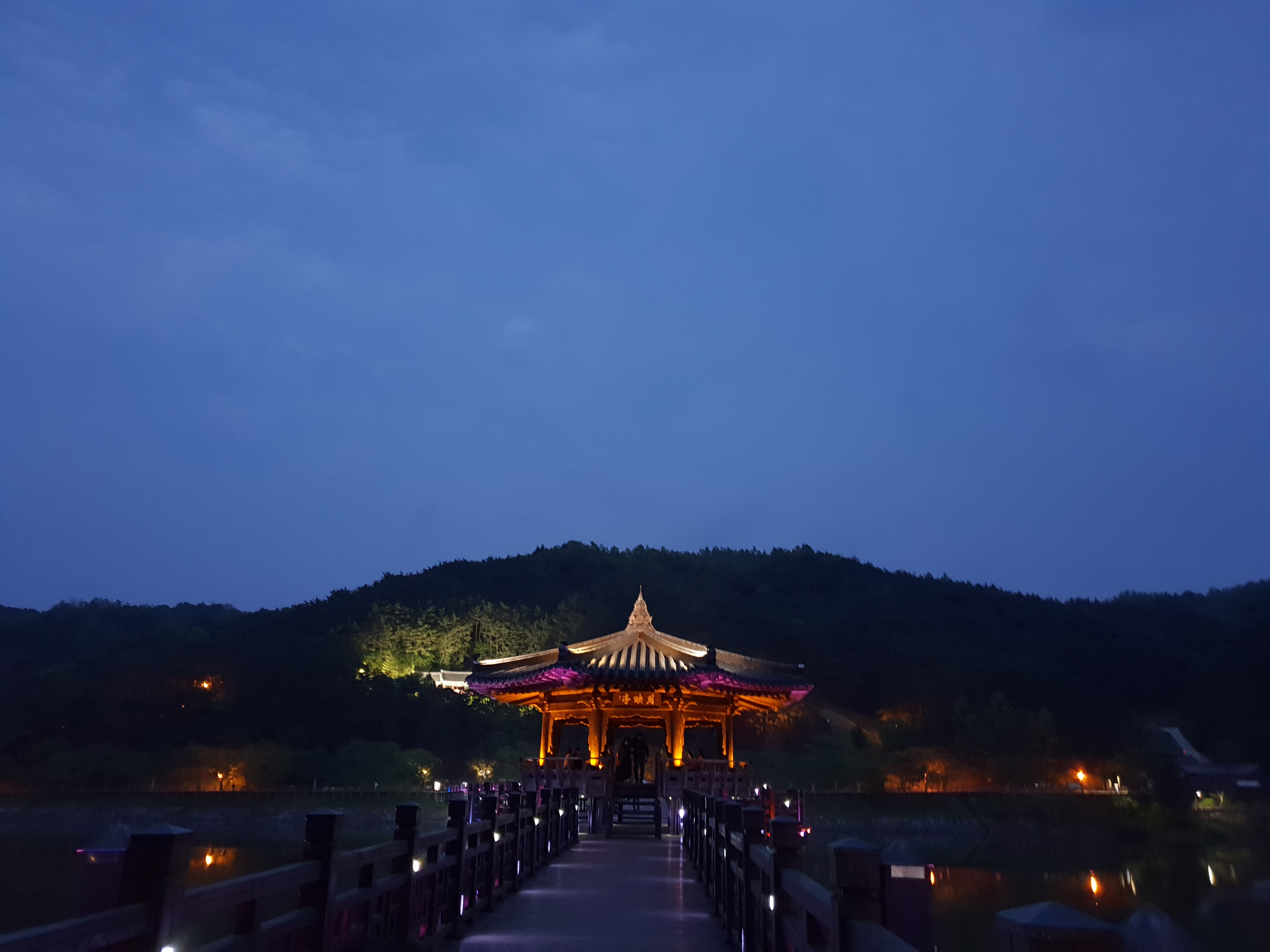
월영교 야경

## 같이 보기
- 안동시
- 다리, 댐

북위 36° 34′ 36″ 동경 128° 45′ 39″ / 북위 36.576667°  동경 128.76075° 